# Boca humana
La boca, también denominada como una cavidad bucal o cavidad oral, siendo en realidad divisiones en sí de la boca del aparato digestivo; es la abertura corporal por la que se ingieren alimentos. Está ubicada en la cara y constituye en su mayor parte el aparato estomatognático, así como la primera parte del aparato digestivo. La boca se abre a un espacio previo a la faringe llamado cavidad oral, o cavidad bucal.
La boca humana está cubierta por los labios superior e inferior y desempeña funciones importantes en diversas actividades como el lenguaje y en expresiones faciales, como la sonrisa.
La boca es un gran indicador de la salud del individuo. La mucosa, por ejemplo, puede verse más clara, pálida o con manchas blancas, indicador de proliferaciones epiteliales.
En la boca se pueden distinguir tres tipos de mucosas:
- Simple de revestimiento: Presenta submucosa.
- Masticatoria: Con probable ausencia de submucosa, queratinizada o paraqueratinizada y en contacto directo con el tejido óseo.
- Especializada: Se presenta en ciertas regiones de la lengua. Se refiere a la mucosa relacionada con los receptores de gusto.

## Etimología
Boca procede del latín bucca, voz de origen celta; cónfer galo boc[c]a.

## Paredes de la cavidad oral o boca
La boca puede considerarse una estancia con cinco paredes:
- Pared anterior: Está formada por los labios.
- Paredes laterales: Están formadas por las mejillas.
- Pared inferior: Formada por el piso de la boca, donde se ubica la lengua.
- Pared superior: o paladar, conformado por una porción ósea (paladar duro, la bóveda palatina) y membranoso (paladar blando).
- Pared posterior:  realmente es un orificio irregular llamado istmo de las fauces que comunica la boca con la faringe.

Los anexos de la boca son los dientes, las encías y las amígdalas.

## Microbioma oral

Microbioma en la cavidad oral humana. Se observa la diversidad de especies.

La boca humana sana es una de las partes más colonizadas de nuestros cuerpos, contiene cientos de diferentes especies de bacterias, virus y hongos. El equilibrio ecológico en la cavidad oral se mantiene mediante las interacciones entre especies.

La mayoría de las especies son comensales, pero pueden volverse patogénicas en respuesta a cambios en el medio ambiente de la cavidad bucal.

## Enfermedades de la cavidad oral o boca
Por razón de las terminaciones nerviosas sensitivas de la mucosa oral, casi todas las enfermedades que afectan a la cavidad bucal no relacionada con los dientes se presentan con dolor. Las alteraciones que afectan a la mucosa presentan ulceración, vesículas y cambios de color.
- Ulceraciones: son frecuentes en alergias, infecciones, traumatismos y algunas neoplasias.
- Vesículas: características de algunas infecciones (herpes virus), patologías inmunitarias (pénfigo vulgar, eritema multiforme).
- Masas: pueden ser sólidas o quísticas en cualquier parte de la boca.

### Patologías
- Estomatitis, por el virus del herpes simple tipo 1 que puede ser vesicular o ulcerativa.
- Candidiasis bucal (llamado muguet o algodoncillo), una micosis causada por un hongo oportunista.
- Estomatitis aftosa: Asociada con úlceras genitales, conjuntivitis y síndrome de Behçet.
- Infecciones poco comunes: actinomicosis por Actinomyces israelis o A. bovis, angina de Vincent o boca de trinchera, sífilis.
- Queilitis.La queilitis angular es una lesión inflamatoria en la comisura labial, que puede ser unilateral o bilateral.
- Sialadenitis: Inflamación de una glándula salival.
- Tumores benignos: mucocele, ránula, granuloma piógeno, épulis, tiroides lingual, neoplasias benignas.
- Estomatitis gangrenosa.
- Cáncer de boca, un carcinoma escamoso en la cavidad bucal, fuertemente asociado al tabaquismo.

## Fenómenos
En la boca se distinguen dos tipos de fenómenos fundamentales para la digestión:
- Fenómenos mecánicos: Se da gracias a la masticación. Durante la Masticación hace una ruptura de la saliva a la boca
- Fenómenos químicos: Se da gracias a la salivación